# Liliane Ferrarezi
Liliane Ferrarezi (Belo Horizonte, 25 giugno 1988) è una modella brasiliana.

## Carriera
Liliane Ferrarezi ottiene una certa popolarità internazionale nel 2002, arrivando in finale al concorso di bellezza Ford Models Supermodel of the World, in rappresentanza del Brasile. Pur non vincendo il concorso, la Ferrarezi inizia a lavorare come modella per importanti brand internazionali come Balenciaga, Calvin Klein, La Perla, Blumarine, Bottega Veneta, Custo Barcelona, D&G e Marc Jacobs, e viene fotografata per le campagne pubblicitarie di Burberry, Gap, Armani Exchange fra le altre.
Liliane Ferrarezi è anche comparsa sulle copertine delle edizioni italiane e brasiliane di Vogue, su Officiel, French, Amica e Spur. Nel 2005 è stata fotografata da Patrick Demarchelier per il calendario Pirelli, insieme ad alcune celebri colleghe come Adriana Lima, Diana Dondoe, Isabeli Fontana, Naomi Campbell ed Eugenia Volodina.

## Agenzie
- Beatrice Models
- Models 1 Agency
- Ford Models - New York
- Bravo Models